# アイオワ郡区 (アイオワ州シーダー郡)
アイオワ郡区は、アメリカ合衆国、アイオワ州、シーダー郡にある17の郡区の一つである。2000年の国勢調査で、人口は460人だった。

## 地理
アイオワ郡区は、97.5平方キロメートル（37.65平方マイル)で、組み込まれた自治体(incorporated settlements)はない。
アメリカ地質調査所によると、この郡区はBethelとBurnettとDunfeeとGray's FordとNorth LibertyとPee Deeの6つの霊園が含まれる。